# Mapou (Maurice)
Mapou est une localité du nord de l'île Maurice servant de chef-lieu administratif au district de Rivière du Rempart. Le village est relié par la route à Port-Louis et Triolet et par la route des villages de la côte. Mapou est le nom d'un arbre des Mascareignes. Ses habitants étaient au nombre de 1 592 en 2011.

## Description
Ce village qui se trouve dans une zone résidentielle à proximité des villages balnéaires, possède une poste, une école primaire, une école secondaire d'État, une autre française (l'École du Nord, lycée français conventionné), un tribunal de district, etc.
Le village s'est rapidement développé depuis les années 1970 grâce à l'essor du tourisme. Il est situé à proximité de l'autoroute no 1 de l'île et possède les facilités commerciales et administratives de ce genre de localité résidentielle.

## Lieux et monuments
- Château de Labourdonnais (XIXe siècle).